# Կ
La Կ, minuscolo կ, è la quindicesima lettera dell'alfabeto armeno. Il suo nome è կեն, ken (armeno classico e orientale: [kɛn], armeno occidentale: [ɡɛn]).
Rappresenta foneticamente:
- in armeno classico e orientale la consonante occlusiva velare sorda [k][1]
- in armeno occidentale la consonante occlusiva velare sonora [ɡ].

## Codici
- Unicode:
  - Maiuscola Կ : U+053F
  - Minuscola կ : U+056F